# Lacinipolia lepidula
Lacinipolia lepidula là một loài bướm đêm trong họ Noctuidae.